# Craspedodon
Craspedodon ("okrajový/hraniční zub") byl rod ptakopánvých dinosaurů, snad patřící k infrařádu Ceratopsia. Žil ve stupni santon ve svrchní křídě, asi před 86 až 84 milióny let.

## Objev a popis
Na území dnešní Belgie bylo nalezeno několik zubů, podobných zubům Iguanodona. Typovým druhem je Craspedodon lonzeensis, popsaný Louisem Dollem roku 1883, ovšem s ohledem na malé množství nalezeného materiálu považovaný za nomen dubium. Dlouho byl také považován za příslušníka skupiny Iguanodontia, ale později byl překlasifikován do kladu Neoceratopsia, v jehož rámci je zřejmě blíže skupině Ceratopsoidea než Protoceratopsidae. Pokud je tato nová klasifikace správná, stane se Craspedodon prvním známým evropským neoceratopsidem.